# 发窝乡
发窝乡，是中华人民共和国云南省楚雄彝族自治州武定县下辖的一个乡镇级行政单位。

## 行政区划
发窝乡下辖以下地区：
山品村、发窝村、自期村、阿庆争村、大西邑村、分多村、花园村、它亨村、阿过咪村、乍基村和中村。